# Saint-Barthélemy-de-Vals
Saint-Barthélemy-de-Vals ist eine französische Gemeinde im Département Drôme. Saint-Barthélemy-de-Vals gehört zum Arrondissement Valence und zum Kanton Saint-Vallier. Die Gemeinde hat 1.852 Einwohner (Stand: 1. Januar 2022).

## Geographie
Saint-Barthélemy-de-Vals liegt etwa 48 Kilometer südöstlich von Saint-Étienne zwischen Lyon und Marseille. Der Galaure begrenzt die Gemeinde im Norden. Umgeben wird Saint-Barthélemy-de-Vals von den Nachbargemeinden Saint-Uze im Norden, Saint-Jean-de-Galaure im Nordosten, Claveyson im Osten, Bren im Südosten, Chantemerle-les-Blés im Süden, Érôme im Südwesten, Ponsas im Westen sowie Saint-Vallier und Laveyron im Nordwesten.
Durch die Gemeinde führt die Autoroute A7.

## Bevölkerungsentwicklung
| Jahr                       | 1962 | 1968 | 1975 | 1982 | 1990 | 1999 | 2006 | 2016 |
| -------------------------- | ---- | ---- | ---- | ---- | ---- | ---- | ---- | ---- |
| Einwohner                  | 1132 | 1153 | 1164 | 1365 | 1637 | 1625 | 1748 | 1884 |
| Quellen: Cassini und INSEE |      |      |      |      |      |      |      |      |

## Sehenswürdigkeiten
- Ruinen der Kapelle Notre-Dame-de-Vals aus dem 10. Jahrhundert
- Wehrhaus Rochain aus dem 15. Jahrhundert